# David Klass
David Klass (Vermont, ...) è uno sceneggiatore statunitense.
Ha scritto 40 sceneggiature per studi cinematografici di Hollywood e pubblicato 14 romanzi. Le sue sceneggiature sono principalmente basate sul thriller per gli adulti, mentre i suoi romanzi spesso raccontano le storie di adolescenti in crisi.
Klass nacque nel Vermont e crebbe a Leonia, figlio del defunto dottor Morton Klass, professore di antropologia presso l'Università di Barnard, e Sheila Salomone Klass, professoressa inglese. Ricevette il suo BA in Storia nel 1982. Klass vive a New York con la moglie, Giselle Benatar, e i loro due bambini. La  sua carriera in scrittura iniziò con il romanzo The Atami Dragons, ispirato dalle sue esperienze per insegnare l'inglese in Giappone. Il suo libro scritto nel 1994 California Blue raccolse giudizi molto positivi per il trattamento delle questioni ambientali. Dopo scrisse Firestorm, il primo libro della Trilogia Il custode, una serie di fantascienza thriller con un tema ecologico. Firestorm è stato il primo libro mai approvato da Greenpeace ed è stato elogiato dalla critica per la sua combinazione di divertimento e valore ambientale. La storia si concentra su Jack Danielson, un adolescente inviato dal futuro per salvare il mondo degli oceani. Whirlwind, il secondo libro della trilogia racconta gli sforzi di Jack per salvare la foresta pluviale amazzonica, pubblicato nel marzo 2008 da Farrar, Straus e Giroux. Il terzo libro della trilogia è Timelock, da pubblicare nel 2009. Una sceneggiatura per il film è in fase di sviluppo. Klass ha anche scritto i seguenti libri:
- The Atami Dragons (1984)
- Breakaway Run (1987)
- Different Season (1988)
- Wrestling With Honor (1989)
- Night of the Tyger (1990)
- Samurai, Inc. (1992)
- California Blue (1994) * Screen Test (1997)
- Soluzione estrema (1998) con Robert Tine
- You Don't Know Me (2001)
- Home of the Braves (2002)
- Dark Angel (2005)
- The Caretaker Trilogy:

1. Firestorm (2006)
2. Whirlwind (2008)